# Локтионов, Анатолий Гаврилович
Анатолий Гаврилович Локтионов — российский бизнесмен, бывший первый вице-президент компании «Роснефть», фигурант уголовного дела о мошенничестве в особо крупном размере, был объявлен в федеральный и международный розыск, заочно арестован, скрывался от органов правосудия в Великобритании.

## Биография
Родился в 1947 году.
В 1976 году окончил Московский авиационный институт.
В 1970-е и 1980-е годы работал на Московском машиностроительном заводе «Знамя труда», а также во ВНИИ физико-технических и радиотехнических измерений.
В 1994—1998 гг. являлся генеральным директором АО «Петро Трейд».
С 1998 года занимал должности в ОАО НК «Роснефть» (первого вице-президента и советника, до 2006 года).
В 2000 году стал учредителем компании Energo Impex (впоследствии переименована в Highlander International Trading с целью скрыть следы деятельности). Компания занималась перепродажей нефти и нефтепродуктов из ресурсов ОАО НК «Роснефть» и легализацией полученной прибыли.
В 2005 году Локтионов стал миноритарным совладельцем компании ЗАО «Нафтатранс». Впоследствии Анатолий Локтионов утверждал, что Нафтатранс у него отобрали. Однако в реестре акционеров Нафтатранса он никогда не числился, а до 2006 года работал в госкомпании «Роснефть», и соответственно был не вправе заниматься предпринимательской деятельностью лично и даже через доверенных лиц, а также участвовать в управлении хозяйствующим субъектом, что четко регламентировано целым рядом нормативно-правовых актов.
В мае 2010 года Nanase Limited купила у Анатолия Локтионова 99 % акций панамской компании Erin Resources SA, которая, в свою очередь, является бенефициаром 30 % доли в кипрской компании «Глайдферн Лимитед», в чьей собственности и находится ЗАО «Нафтатранс». Локтионов нанял Nanase Limited, представленную Литваком, для приобретения доли участия у своих партнеров в Rayhill, а также в Glidefern; получения контроля над Нафтатрансом посредством назначения Генерального директора; осуществление Локтионовым своего права голоса; добиться продажи акций Erin своим партнерам или третьей стороне".
Согласно слушаниям в английском суде Анатолий Локтионов ставил своей целью либо взять полностью под контроль «Нафтатранс», либо максимально дорого продать свой пакет акций третьему лицу. Локтионов нанял Nanase Limited для того, чтобы угрозой рейдерского захвата компании (например, через назначение «своего» гендиректора) вынудить своих партнеров либо дёшево продать ему свои доли акций, либо дорого купить акции Локтионова. Но компания Nanase Limited с поставленной задачей не справилась и Локтионов начал судебную тяжбу уже с этой структурой. «
Сотрудничество Локтионова с Nanase Limited привело к тому, что в 2010 году против Локтионова было возбуждено уголовное дело по ч.4 ст. 159 и ч.3 ст. 30 УК РФ. Это была неудавшаяся попытка со стороны Локтионова осуществить рейдерский захват 100 % акций „Нафтатранса“ через наложение ареста на основании поддельного договора поручительства, иск по которому был подан в Хамовнический суд Москвы.
В ноябре 2010 года Локтионов обратился в суд с иском на частного коллекционера из России с требованием взыскать с него 10 млн евро за срыв продаж картин XVI века. После судебных тяжб Локтионов пытался совершить рейдерский захват торгового центра „Европарк“, который, в конечном счете, был продан Самвелу Карапетяну. Карапетян рассказал, что Локтионов и Смагин ему прямо заявили, что если он им „Европарк“ не отдаст, то его ждет судьба Егиазаряна, который ранее вынужден был уехать из России.
В 2012 году были обнародованы документы и стало известно, что Локтионов занимался легализацией прибыли (полученной на коррупционной перепродаже нефти и нефтепродуктов из ресурсов ОАО НК „Роснефть“ через собственную компанию) и выводом активов с помощью швейцарского банка BNP Paribas. BNP PARIBAS давал Локтионову инструменты для отмывания, а также консультировал как обелить, защитить и приумножить состояние. В прессе опубликованы подготовленные экспертами BNP Paribas и заверенные Анатолием Локтионовым „Решения по планированию благосостояния“, которые, по сути, являются предложениями о создании банком фиктивных и оффшорных компаний в интересах Локтионова.» Французская газета «Монд» опубликовавала результаты журналистского расследования Swiss Leaks по швейцарскому филиалу британского банка HSBC. Счета в этом банке могли использовать преступники многих стран для отмывания капиталов, торговли оружием и наркотиками, финансирования международного терроризма. Отдельно отмечено, что российские клиенты в общей сложности держали на счетах HSBC 1,7 млрд долларов. В числе клиентов банка оказался Анатолий Локтионов. Анатолий Локтионов значится в банке резидентом Швейцарии с адресом в фешенебельном предместье Женевы — Вандовре на Рут-де-ля-Капит, 140.

## Коррупционные схемы

### Установление разницы в ценах
Локтионову за 10 позволили «прокачать» около 40 % нефти и нефтепродуктов от всего экспортного объёма госкомпании. По некоторым оценкам, размер хищения у России за счёт разницы цен составил около 1 млрд долларов. Личное благосостояние Локтионова, по разным оценкам, не менее 700 млн долларов. При этом, по официально поданным налоговым декларациям доходы Локтионова составили до 2,5 млн долларов. По данным СМИ стоимость особняка Локтионова на Рублевке составляет 100 млн долларов, а общая стоимость зарубежной и российской недвижимости составляет 450 млн долларов. Продажи бензина компанией Highlander International Trading спровоцировали убытки в «Роснефти»:
- 1 млн.194 тыс. долларов США в 2002 году;
- 4 млн 711 тыс. долларов США в 2003 году;
- 10 млн долларов США в 2005 году.[7]

## Тендер на Комсомольском НПЗ
При загрузке Комсомольского НПЗ, принадлежащего «Роснефти», компания периодически закупала ресурсы у сторонних производителей в объёмах до 150 тыс. тонн нефти ежемесячно. Анатолий Локтионов при этом устраивал «тендер»: $10 с каждой тонны нефти лично в его руки, чтобы получить контракт. Таким образом, ежемесячно доход Анатолия Локтионова в данной схеме, вероятно, доходил до $1,5 млн или до $18 млн ежегодно.

## Уголовные дела
В 2011 году стал фигурантом уголовного дела о заведомо ложном доносе (ч. 2 ст. 306 УК РФ)[6], в 2012 году Таганским районным судом была избрана мера пресечения в виде взятия под стражу. В связи с этим делом Локтионов был вынужден скрываться за пределами Российской Федерации, а в 2014 году требовал передать ему новый загранпаспорт, подав заявление в Хамовнический суд Москвы.
В 2015 году Локтионов стал фигурантом ещё одного уголовного дела о мошенничестве в особо крупном размере (ч.4 ст.159 УК РФ). Дело было возбуждено Следственным управлением УМВД по Краснодару в 2015 году в отношении сотрудников компании «Стройкласс», которые похитили у акционера девелоперской компании «DB Development» Дмитрия Гаркуши 6,65 млн рублей. По версии следствия Дмитрий Гаркуша, понёс общий ущерб в 101,6 млн рублей.
Дмитрий Гаркуша вложил деньги в строительство ЖК «Высокий берег» в Анапе. Также он являлся владельцем 20 % в ООО «Стройкласс», подконтрольном Локтионову, а в 2008 году выделил на строительство «Высокого берега» $4 млн и 6,65 млн российских рублей. Строительство ЖК было заморожено. В результате, с целью урегулирования обязательств сторонами было заключено соглашение о совместной продаже проекта. Локтионов получил право вести переговоры о продаже 100 % акций «Стройкласса», но покупателя не нашел, в результате чего ни свою долю в «Стройклассе», ни деньги не вернул. В 2013 году Локтионова объявили в федеральный розыск. В 2016 году он был объявлен уже в международный розыск в связи с тем, что стало известно о том, что Анатолий Локтионов проживает в Лондоне. В 2018 году Локтионов признал свою вину и согласился сотрудничать со следствием, в результате чего был включен в «список Титова», благодаря чему смог вернуться на Родину.
22 ноября 2018 года вернулся в Россию из Лондона под поручительство бизнес-омбудсмена Бориса Титова. После возвращения в Россию Локтионов стал участвовать в следственных действиях, с него самого было взято обязательство о явке.
Возвращение в Россию связывают с тем, что в Великобритании был принят закон о «криминальных финансах» (Criminal Finances Act). Он предусматривает введение в действие UWO (Unexplained Wealth Orders) — «Ордеров на богатство неустановленного происхождения». Данный инструмент позволяет властям требовать от владельцев любых подозрительных активов стоимостью более 50 тыс. фунтов стерлингов объяснения их происхождения. Возможен арест собственности, если владелец не может доказать легальность происхождения своих доходов."
Локтионов заинтересовал власти Франции и Германии. За вознаграждение в 2,5 млн евро им была передана информация о клиентах банка HSBC. Все указанные клиенты открыли счета в банке в 1990—2007 гг., с общей суммой вкладов более $100 млрд. Немецкие, французские и бельгийские прокуроры заинтересовались этим списком, заподозрив, что российские граждане скрывались от уплаты налогов. Отмечено, что Анатолий Локтионов указал банку в качестве места своего проживания «дом в фешенебельном предместье Женевы — Вандовре на Рут-де-ля-Капит, 140. Информация женевского реестра подтверждает, что земля принадлежит Локтионову и его супруге. На участке неподалеку от Женевского озера расположен двухэтажный особняк с небольшим искусственным прудом».

## Недвижимость
Локтионов покупал недвижимость на территории России и за рубежом. К перечню приобретенного имущества можно отнести:
- дворец в п. Николино, общая стоимость 100 млн долларов США;
- 4 квартиры в центре Москвы на сумму более 70 млн долларов США;
- 2 загородных жилых дома и девять земельных участков в Подмосковье;
- дом в предместье Женевы Вандовре на Рут-де-ля-Капит;
- дом во Франции у мыса Кап-Мартен за 200 млн евро;
- недвижимость в Англии и Монако.

Примерная стоимость зарубежного имущества оценивается примерно в 173 млн долларов США. Согласно данным налоговых органов РФ, доход Анатолия Локтионова 396 млн рублей, что эквивалентно примерно 8,8 млн фунтов стерлингов — в 13 раз меньше стоимости купленной им недвижимости.
До возвращения в Россию Локтионов живёт в самом престижном районе Найтсбридж — «золотой миле» Лондона, рядом с арабскими шейхами и представителями китайской бизнес-элиты.
При продаже особняка Локтионова на Рублевке в закрытом коттеджном посёлке Николино (второе Успенское шоссе) появилась озабоченность московских риэлтеров. Международное агентство недвижимости Sotheby’s International Realty уже проинформировало возможных покупателей о цене усадьбы: $100 млн. Общая площадь усадьбы 2,3 тыс. кв. м., а площадь всего участка со всеми прилегающими постройками — 97 соток.